# Cheick Diallo (basket-ball)
Pour les articles homonymes, voir Diallo.
Cheick Diallo, né le 13 septembre 1996 à Kayes au Mali, est un joueur malien de basket-ball. Il évolue au poste de pivot voire d'ailier fort.

## Biographie

### Jeunesse
Née à Kayes au Mali, Cheick Diallo part aux États-Unis en 2012 à l'âge de quinze ans, après s'être fait repérer par un joueur de basket-ball malien pendant un camp de basket-ball qui permet aux jeunes basketteurs maliens d'obtenir des bourses d'études aux États-Unis.

### Carrière universitaire
Entre 2015 et 2016, il joue pour les Jayhawks du Kansas.
Le 28 mars 2016, il annonce sa candidature à la draft 2016 de la NBA.

### Carrière professionnelle

#### Pelicans de La Nouvelle-Orléans (2016-2019)
Le 23 juin 2016, il est sélectionné à la 33e position de la draft 2016 de la NBA par les Clippers de Los Angeles. Le soir-même, ses droits de draft sont échangés aux Pelicans de La Nouvelle-Orléans contre les droits de David Michineau et ceux de Diamond Stone.
Le 22 juillet 2016, il signe un contrat de trois ans avec les Pelicans.
Le 1er juillet 2019, en fin de contrat, il devient agent libre.

#### Suns de Phoenix (2019-2020)
Le 15 juillet 2019, il signe pour deux saisons avec les Suns de Phoenix,.

#### Pistons de Détroit (2021-2022)
Après trois expériences en Russie, Espagne et G League, il est de retour en NBA le 22 décembre 2021 en signant un contrat de 10 jours avec les Pistons de Détroit.

## Palmarès
- McDonald's All-American Game MVP (2015)
- McDonald's All-American (2015)
- First-team Parade All-American (2015)
- Jordan Brand Classic MVP (2015)

## Statistiques

### Universitaires
Les statistiques de Cheick Diallo en matchs universitaires sont les suivantes :
| Saison    | Équipe   | Matchs | Titul. | Min./m | % Tir | % 3pts | % LF | Rbds/m. | Pass/m. | Int/m. | Ctr/m. | Pts/m. |
| --------- | -------- | ------ | ------ | ------ | ----- | ------ | ---- | ------- | ------- | ------ | ------ | ------ |
| 2015-2016 | Kansas   | 27     | 1      | 7,5    | 56,9  | 0,0    | 55,6 | 2,52    | 0,04    | 0,26   | 0,85   | 3,00   |
| Carrière  | Carrière | 27     | 1      | 7,5    | 56,9  | 0,0    | 55,6 | 2,52    | 0,04    | 0,26   | 0,85   | 3,00   |

### Professionnelles
Gras = ses meilleures performances

#### Saison régulière
| Saison    | Équipe              | Matchs | Titul. | Min./m | % Tir | % 3pts | % LF | Rbds/m. | Pass/m. | Int/m. | Ctr/m. | Pts/m. |
| --------- | ------------------- | ------ | ------ | ------ | ----- | ------ | ---- | ------- | ------- | ------ | ------ | ------ |
| 2016-2017 | La Nouvelle-Orléans | 17     | 0      | 11,7   | 47,4  | 0,0    | 71,4 | 4,29    | 0,24    | 0,24   | 0,41   | 5,12   |
| 2017-2018 | La Nouvelle-Orléans | 52     | 0      | 11,2   | 58,0  | 0,0    | 75,8 | 4,06    | 0,37    | 0,21   | 0,40   | 4,88   |
| 2018-2019 | La Nouvelle-Orléans | 64     | 1      | 14,0   | 62,0  | 25,0   | 74,6 | 5,19    | 0,52    | 0,45   | 0,52   | 6,05   |
| 2019-2020 | Phoenix             | 47     | 2      | 10,2   | 64,8  | 33,3   | 87,2 | 2,79    | 0,47    | 0,23   | 0,26   | 4,66   |
| Carrière  | Carrière            | 180    | 3      | 12,0   | 59,8  | 28,6   | 77,2 | 4,15    | 0,43    | 0,31   | 0,41   | 5,26   |

Mise à jour le 12 mars 2020

#### Playoffs
| Saison   | Équipe              | Matchs | Titul. | Min./m | % Tir | % 3pts | % LF | Rbds/m. | Pass/m. | Int/m. | Ctr/m. | Pts/m. |
| -------- | ------------------- | ------ | ------ | ------ | ----- | ------ | ---- | ------- | ------- | ------ | ------ | ------ |
| 2018     | La Nouvelle-Orléans | 7      | 0      | 6,9    | 41,7  | 0,0    | 0,0  | 1,29    | 0,00    | 0,14   | 0,14   | 1,43   |
| Carrière | Carrière            | 7      | 0      | 6,9    | 41,7  | 0,0    | 0,0  | 1,29    | 0,00    | 0,14   | 0,14   | 1,43   |

Mise à jour le 12 août 2020

## Records sur une rencontre en NBA
Les records personnels de Cheick Diallo en NBA sont les suivants, :
| Type de statistique        | Saison régulière | Saison régulière         | Saison régulière | Playoffs | Playoffs                    | Playoffs      |
| Type de statistique        | Record           | Adversaire               | Date             | Record   | Adversaire                  | Date          |
| -------------------------- | ---------------- | ------------------------ | ---------------- | -------- | --------------------------- | ------------- |
| Points                     | 22               | @ Nuggets de Denver      | 24 novembre 2019 | 4        | 2 fois                      | 2 fois        |
| Paniers marqués            | 10               | @ Nuggets de Denver      | 24 novembre 2019 | 2        | 2 fois                      | 2 fois        |
| Paniers tentés             | 15               | 2 fois                   | 2 fois           | 4        | 2 fois                      | 2 fois        |
| Paniers à 3 points réussis | 1                | 2 fois                   | 2 fois           | -        | -                           | -             |
| Paniers à 3 points tentés  | 1                | 7 fois                   | 7 fois           | -        | -                           | -             |
| Lancers francs réussis     | 6                | @ Pacers de l'Indiana    | 22 février 2019  | -        | -                           | -             |
| Lancers francs tentés      | 7                | @ Pacers de l'Indiana    | 22 février 2019  | -        | -                           | -             |
| Rebonds offensifs          | 5                | Mavericks de Dallas      | 20 mars 2018     | 2        | @ Warriors de Golden State  | 28 avril 2018 |
| Rebonds défensifs          | 14               | @ Pacers de l'Indiana    | 22 février 2019  | 2        | @ Warriors de Golden State  | 1er mai 2018  |
| Rebonds totaux             | 18               | @ Pacers de l'Indiana    | 22 février 2019  | 3        | @ Warriors de Golden State  | 28 avril 2018 |
| Passes décisives           | 5                | Warriors de Golden State | 9 avril 2019     | -        | -                           | -             |
| Interceptions              | 3                | 3 fois                   | 3 fois           | 1        | Warriors de Golden State    | 6 mai 2018    |
| Contres                    | 3                | 4 fois                   | 4 fois           | 1        | @ Trail Blazers de Portland | 14 avril 2018 |
| Balles perdues             | 5                | Rockets de Houston       | 7 février 2020   | 1        | Warriors de Golden State    | 4 mai 2018    |
| Minutes jouées             | 39               | @ Lakers de Los Angeles  | 10 février 2020  | 15       | @ Warriors de Golden State  | 28 avril 2018 |

- Double-double : 17
- Triple-double : 0

Dernière mise à jour : 18 novembre 2020